# 捕虜

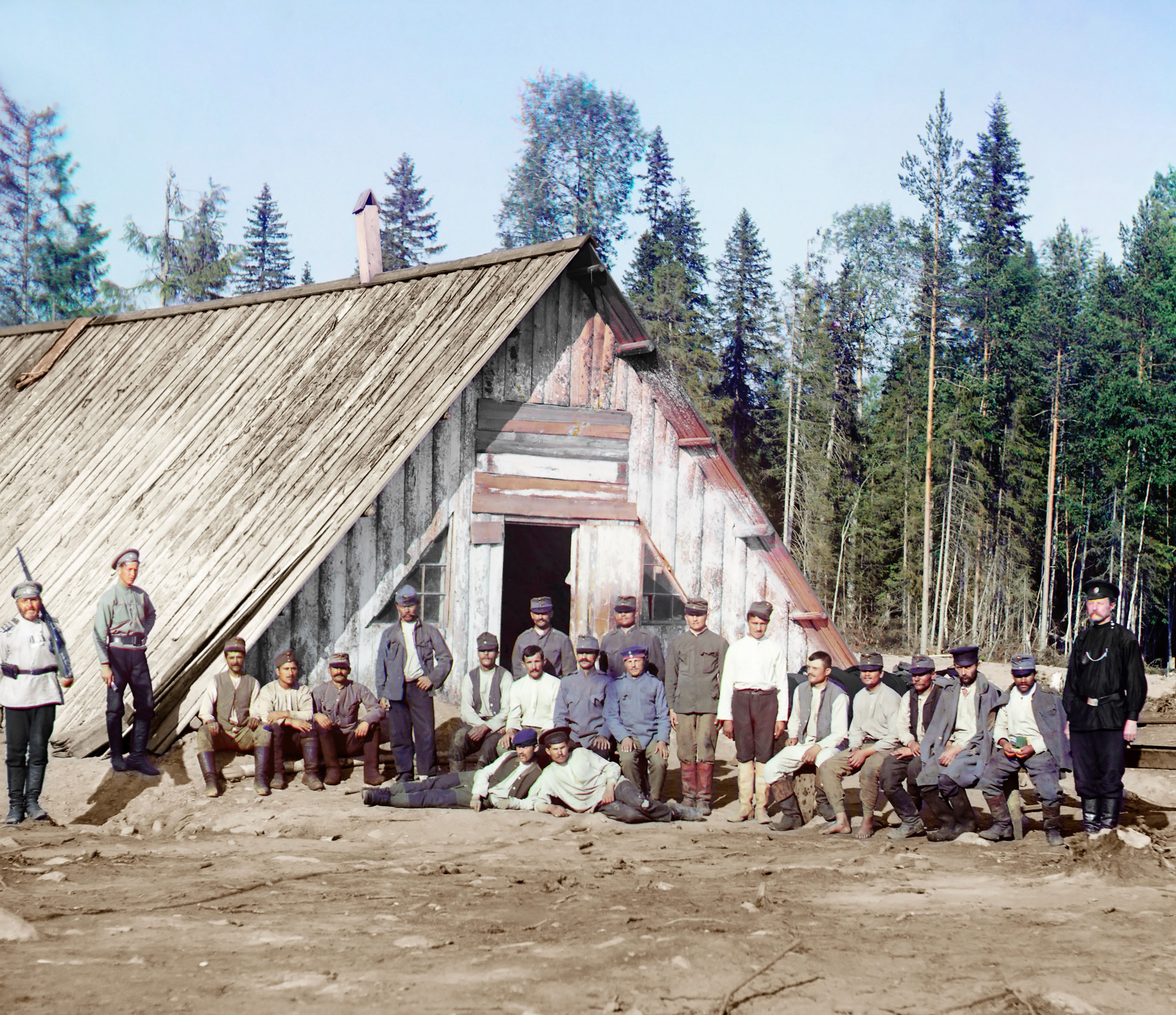
第一次世界大戦で捕虜となったオーストリア＝ハンガリー兵（1915年）。両端にはロシア側警備兵も写っている、

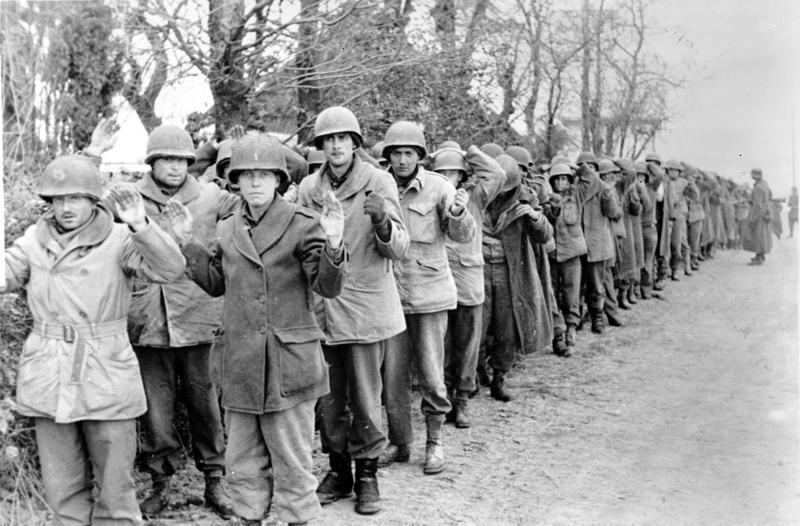
バルジの戦いで捕虜となったアメリカ兵（1944年12月）

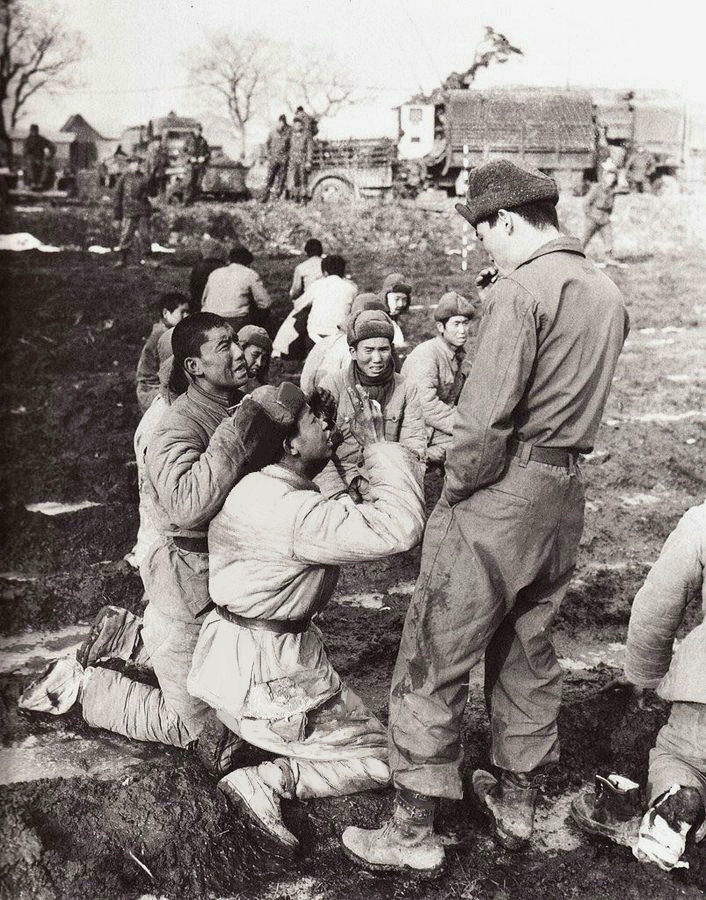
破虜湖の戦い当時、処刑されることを恐れ、韓国軍兵士に命乞いをする中国捕虜（1951年）

捕虜（ほりょ、Prisoner of war, POW）とは、武力紛争（戦争、内戦等）において敵の権力内に陥った者をさす。近代以前では、民間人を捕らえた場合でも捕虜と呼んだが、現在では捕虜待遇を与えられるための資格要件は戦時国際法により「紛争当事国の軍隊の構成員及びその軍隊の一部をなす民兵隊又は義勇隊の構成員」等定められている。
第二次世界大戦以前の日本においては、公式には俘虜（ふりょ）と呼ばれた。ただし明治以降、「捕虜」という用語も散見されている。日清・日露戦争以降は「捕虜」の頻度も徐々に上がり、史料名でこそ「俘虜」の方が圧倒的に多かったが、本文中では「俘虜」「捕虜」は併用されていた（最初に「捕虜」が登場するの明治時代の史料は、海軍は明治6年、陸軍は明治7年）。
なお、古代中国においては、中国に攻め込んできた野蛮人（虜）を捕らえることを捕虜と称した（例:「捕虜将軍」）。

## 近代国際法確立前

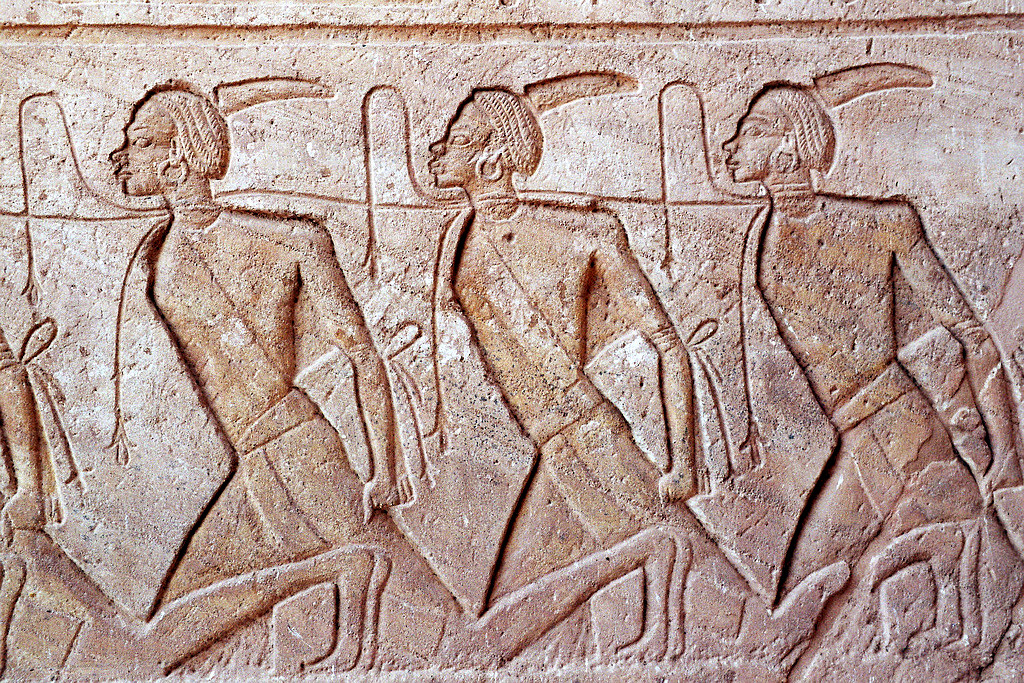
古代エジプトの捕虜を描いた壁画（紀元前13世紀）

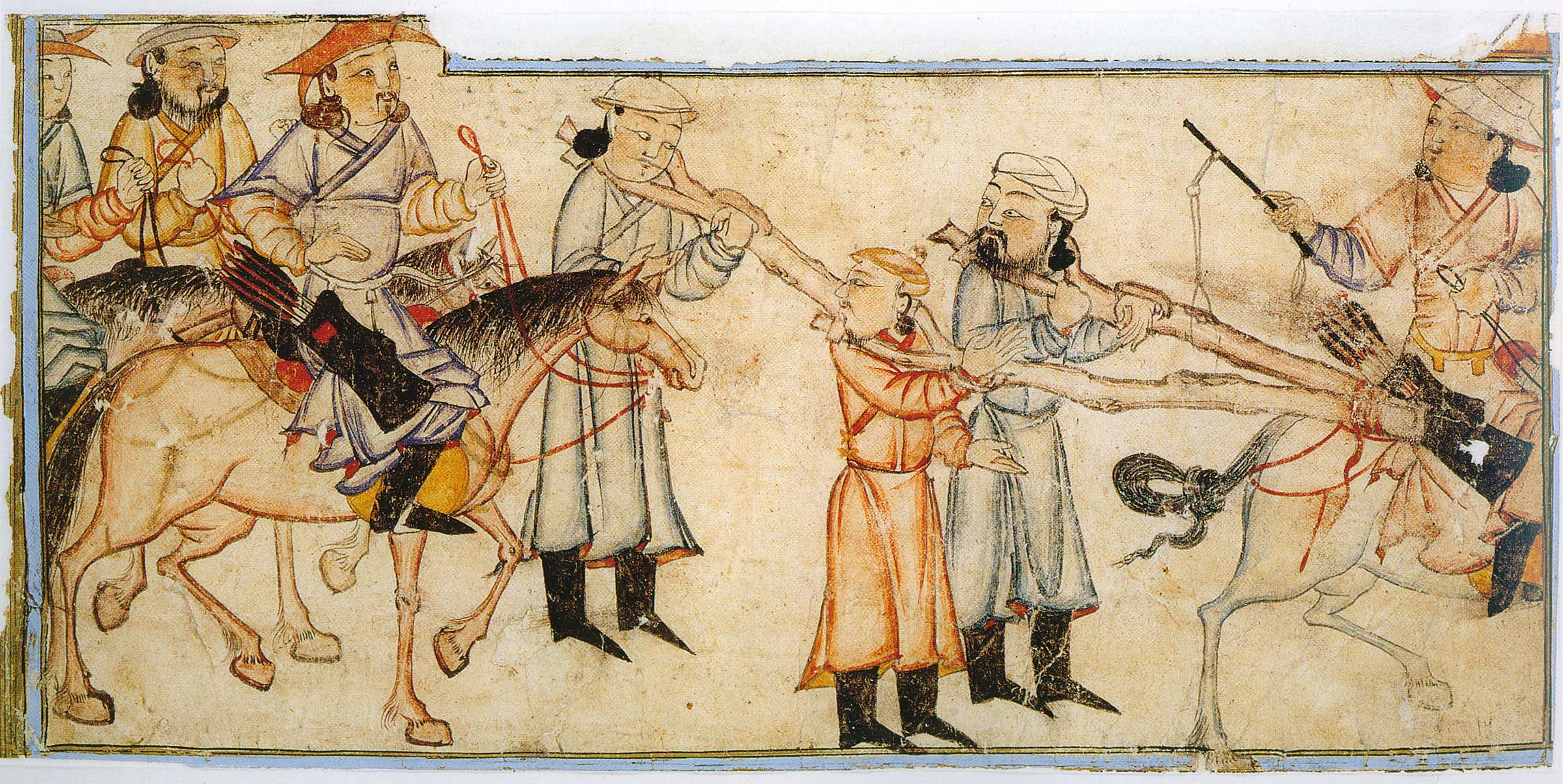
捕虜を連れたモンゴル騎兵（14世紀）

近代国際法が確立する前まで、かつては捕虜は捕らえた国が自由に処分しうるものであった。
捕虜は、それを勢力下に入れた勢力によって随意に扱いを受け、奴隷にされたり殺されたりした。一方、能力を認められた者は厚遇して迎え入れられることもあった。中世ヨーロッパでは相手国や領主に対し捕虜と引き換えに身代金を要求することがよく行われた。ただし李陵（前漢の将軍）など敵方から名誉ある扱いを受ける例もあった。これは奴隷でも学のある者が重用されることがあったのと同様の現象と言える。
加えて、捕虜に対して安易に虐待や殺害を行うことは、敵兵に投降の選択を失わせ戦意を向上させてしまう恐れもあることから、その意味でも捕虜に対して相応の扱いをする例はあった。日本の鎌倉時代末期において、前述の事情から助命されるだろうと期待して、赤坂城の反幕府の兵士が幕府に降伏した所、予想に反して全員が殺害されてしまい、それがために同じく反幕府の千早城の兵が激怒し、かえって戦意が高まったという逸話がある。
また、乱戦の中や負傷時に意に反して敵方に捕縛されるケースなどはともかく、自らの意志により投降することは、すなわち敵方に仕えようとする意思表示とみなされた。そのため多くの社会において投降は利敵行為同様の犯罪とされた。

### イスラーム
11世紀に活躍したシャーフィイー学派の法学者で、古典イスラーム国法学の祖とされるマーワルディーは、著書『統治の諸規則』（al-Aḥkām al-Sulṭāniyya wa-l-Wilāyāt al-Dīniyya）の「第12章 ファイとガニーマの分配について」においてムスリム軍によって捕虜となった異教徒の兵士の処遇について、法学者の意見が分かれていることを予め説明しており、主要法学派の名祖3人の見解を述べている。

#### 『統治の諸規則』にみられる各法学派の見解
シャーフィイー学派の名祖シャーフィイーの説では、イマームまたはその代理としてジハードの指揮を任された人物は、異教徒の捕虜の処遇として、1)殺害、2)奴隷化、3)身代金の支払いもしくはムスリムの捕虜との交換による釈放、4)身代金なしで釈放の恩恵を与えるか、4つの選択肢を任意で行える、としている。もしこの時イスラームに改宗した場合、死罪は課せられず、他の3つの選択肢から選ばれる。
マーリク学派の名祖マーリク・イブン・アナスの説では、同じく捕虜の処遇として、1)殺害、2)奴隷化、3)身代金ではなくムスリムの捕虜との交換、の3つの内から選ばねばならず、恩赦は認められない、としている。
ハナフィー学派の名祖アブー・ハニーファの説では、殺害するか奴隷にするか2つに1つのみである、といい恩赦も身代金との交換も認められない、としている。
シャーフィイー学派の法学者のマーワルディーは「しかしながら」として、恩赦と身代金に関する『クルアーン』の「それから後は、情けをかけて釈放してやるなり、身代金を取るなりして、戦いがその荷物をしっかり下ろしてしまうまで待つが良い」（第47章 5 [4]節）という文言を引用し、ムハンマドのハディース（言行録）をいくつか引用してマーリクとアブー・ハニーファの論を否定している。

#### マーワルディーが述べる戦争捕虜に対する4種類の扱い
マーワルディーが述べる戦争捕虜の処遇としては、預言者ムハンマドが624年のバドルの戦いで身代金を受け取り、ついで味方の捕虜ひとりに対して敵の捕虜ふたりと交換した例を引く。また、改宗を拒んでいる捕虜については、イマームはシャーフィイーのあげた4つの選択肢のうちひとつを選んでも彼らの処遇について丁寧に調べて決定を再度熟慮することを促している。
1. 捕虜のなかで「力があって害をなすことが甚だしいと分かった者、イスラームへの改宗の見込みが全くない者、その人物を殺害することが敵の人民を弱体化させることが分かった者」は、殺害すべきだが、それ以上の見せしめの罰を科すべきではない、とする。
2. 「捕虜のなかで丈夫そうな者、働く能力のある者、裏切りや悪行などの点で安心できる者」はムスリムの助けとするため、奴隷とすべきであるという。
3. 「イスラームに改宗の見込みがある者、自分の部族の人々によく慕われていて恩赦を与えれば本人がイスラームに改宗するか部族の人々をイスラームへの改宗に導けそうな人物」などは、恩赦を与えて釈放すべきであるとする。
4. 財産を所有し、ムスリムにとって必要な物品を保有する捕虜の場合、身代金を徴収して釈放すべきであるという。このような裕福な捕虜が属す部族に、ムスリムの捕虜が捕らえられている場合、男女に拘わらず、身代金は受け取らずにその捕虜と引換えにムスリムの捕虜を取り戻すべきであるという。

イマームは最大限に慎重さをもって以上の4つの選択肢を選ぶべきである、とマーワルディーは述べる。しかし、「多神教徒の捕虜のなかでも、害をなすことが大きく、悪意が強い故に殺すことが認められた者でも、イマームは恩赦を与えて釈放することができる」と述べている。

#### 婦女子の捕虜に対する取り扱い
女性や子供の捕虜の場合、ムハンマドの慣行に従い死刑は免除される。また奴隷にされたときも母子が離されることはない。ただし、これはハナフィー学派の場合であり、シャーフィイー学派によれば、「啓典の民」以外の異教徒なら女子供であろうと殺してよいとしている。
また、女性の捕虜が兵士たちの「戦利品」として分配され、分配を受けた兵士はその女性を強姦して自分のものとする権利が与えられることもあった。これについてはスンナ派のハディース集『真正集』（ブハーリー著）に記述があり、そこでは預言者ムハンマド在世中のイエメンへの遠征の際アリーが他の兵士の取り分であった女性を横取りして強姦したため、自分の権利を侵害された兵士がムハンマドに直訴し、逆に諭されている。
また戦争捕虜となった女性のなかには奴隷化される人も少なくなかったが、その場合、男性の性的欲求を処理する「道具」（性的奴隷）となることもあり、イスラーム世界の上流階級のハレムの人員の供給源となった。

#### 成人男性の民間人捕虜への取り扱い
現代の戦時国際法は、「実際に戦闘に従事した捕虜であっても、正当な理由があり、裁判などの正当な手続きを踏まなければ死刑に処してはならない」と定めている。しかし、イスラーム戦争法では、「戦闘にまったく従事していない民間人の捕虜であっても、健康な成人男性である場合は戦闘員の捕虜と同様に扱われ、裁判なしでも司令官の一存で死刑に処することが認められる」とされている。なお、司令官の側に処刑が義務付けられているわけではない。2004年のイラク日本人青年殺害事件で、人質となった日本人青年を殺害したイスラーム武装組織の行動もこの論理を踏まえたものとされ、イスラーム専門家である中田考は「イスラーム法上、殺害は合法である」と述べた。

### 南北戦争
南北戦争の初期においては相互の捕虜交換が完了するまで武器をとらぬ旨の宣誓を行えば捕虜は仮釈放され、書類上の捕虜交換後に再び軍務に復帰できた。しかし後に南軍における北軍側の黒人兵の惨殺事件の後、北軍は黒人捕虜の扱いを白人のそれと同等とするよう要求し、南軍と政府がそれを拒否したため捕虜交換制度は終焉を迎え、双方で捕虜収容所の建設が始まった。

## 保護

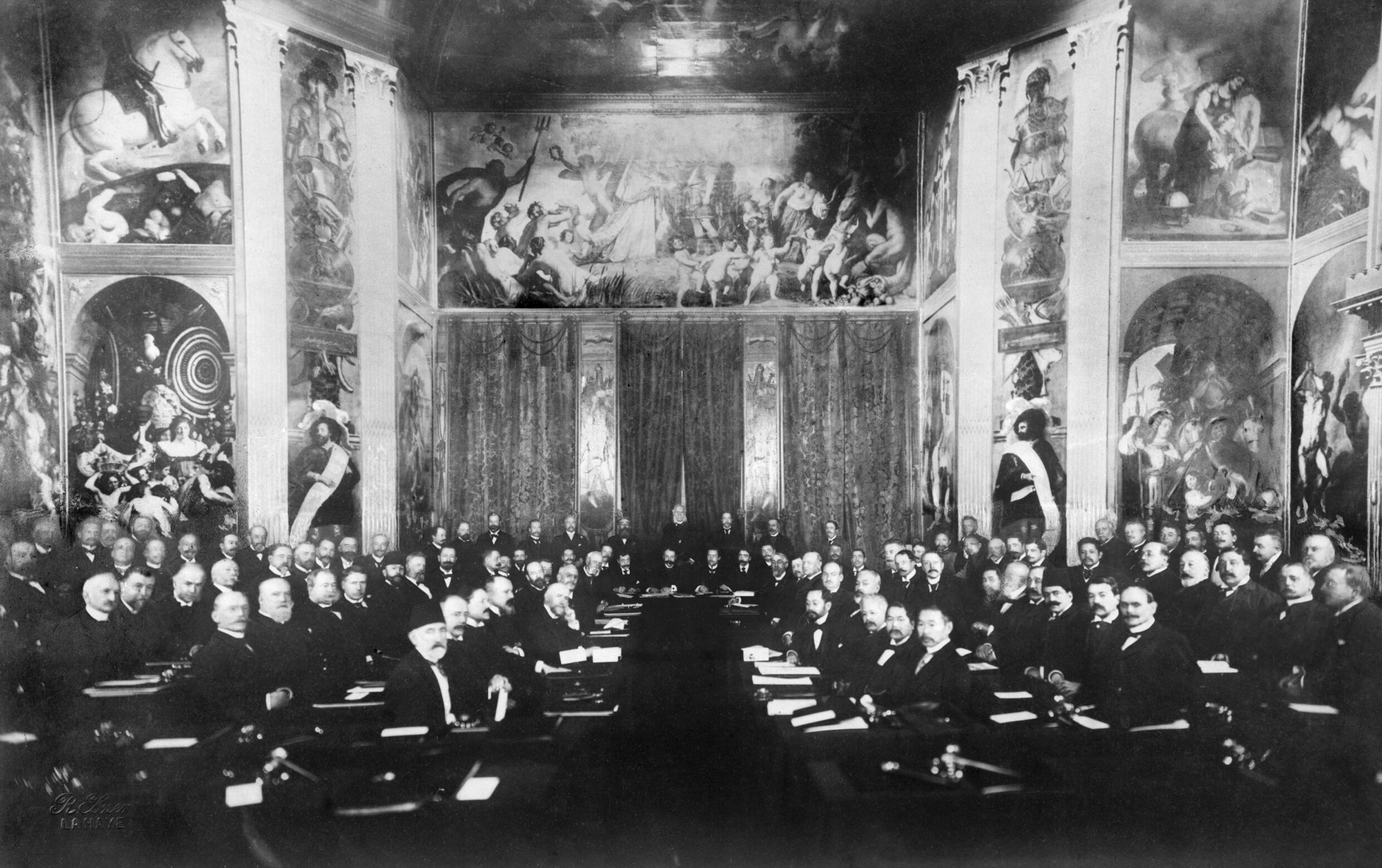
1899年のハーグ平和会議

近代国際法が確立されるにつれ、捕虜は保護されるべきものであると考えられるようになった。そのため、1899年の陸戦ノ法規慣例ニ関スル条約（ハーグ陸戦条約）以降、各種条約によって明文を以て保護されるようになった。
それによって近代的軍隊においては、任務を果たすための努力を尽くした上で、万策尽きた際に捕虜になることは違法な行為ではないものとされる。
理念的には、封建的な軍制や傭兵の時代から、近代市民兵の時代へと移行し、個人の権利保護が重要になったからである。
それだけでなく、捕虜になることを全て違法とすることが、軍事的なデメリットをもたらすことも少なくない。
1. 違法として禁じた所で、生命の危機において捕虜になることを全て阻止することは事実上不可能である。
2. 捕虜になることを認めれば、戦略的価値を無くした戦線、形勢逆転の可能性の無くなった戦線をあえて見捨てるという選択肢が可能となり、純軍事的にもメリットが大きい。捕虜になることを認めない場合は、それが不可能になるため、戦略に影響しない僅かな兵を救出するために多くの装備や人員を割く必要が出てくる。仮にそれだけの犠牲を払っても、救出が成功する保証もない。
3. 捕虜になることさえ認めずに見捨てることは、実質死を命ずると同義であって人道的非難を免れず、自軍兵の戦意を削ぐおそれがある。（三国志において、公孫瓚は敵中に取り残された配下を見殺しにした結果、兵は戦意を失い敗北したとされる）
4. 帰国すれば捕虜になった罪で処罰が待っている捕虜たちは、敵国に取り入らざるを得なくなり、過剰な対敵協力を招く恐れがある（独ソ戦においてソ連は、赤軍将兵に対してドイツ軍に降伏して捕虜になることを禁じた国防人民委員令第270号（ロシア語版、英語版）を発令したが、その結果捕虜になったソ連兵は祖国に帰っても反逆者として扱われることになったため、ドイツ軍の補助部隊である東方軍団（ドイツ語版）やロシア解放軍に身を投じるものが続出した。司令官アンドレイ・ウラソフもその一人）。

他方で、捕虜を受け入れる側も、捕虜を保護しないことにはデメリットがあり、捕虜を保護することが考えられるようになった。
1. 捕虜を虐待・殺害したことが敵軍に発覚した場合、敗北が決定的になった場合であっても、敵兵は投降の選択を失う。その結果として戦闘が無意味に継続され、対処するために装備や人員を割かなければならず、無駄な損害が増大する。
2. 捕虜になった自軍の兵に対しても、報復として虐待や殺害が行われる危険性が高まる。
3. 国際的な人道上の問題となりかねず、関係者が後に戦争犯罪者として処罰されたり、中立国や同盟国まで含めた外交上の非難を呼ぶ恐れがある。
4. 国内世論からも人道的非難を受け、戦争の円滑な遂行に支障を来たす可能性がある。（ベトナム戦争では、米軍の非人道的行為がアメリカ国内世論の反発を呼び、戦争継続に重大な影響を与えている）

もっとも、上記はあくまで万策尽きて戦闘継続ができなくなった際の問題であり、自ら進んで敵軍に向け逃げ去り捕虜になることは「奔敵」（敵前逃亡）とされ厳罰を受けることが通常である。また正当な事由でやむなく捕虜になった後も、軍機情報の供与といった積極的な対敵協力を行うことは軍法に反することが一般的である。
1949年のジュネーヴ諸条約および1977年の第一追加議定書によって、戦時における軍隊の傷病者、捕虜、民間人、外国人の身分、取り扱いなどが定められている。第3条約「捕虜の待遇に関する1949年8月12日のジュネーヴ条約」により、ハーグ陸戦条約の捕虜規定で保護される当事国の正規の軍隊構成員とその一部をなす民兵隊・義勇隊に加え、当該国の「その他の」民兵隊、義勇隊（組織的抵抗運動を含む）の構成員で、一定の条件（a, 指揮者の存在、b, 特殊標章の装着、c, 公然たる武器の携行、d, 戦争の法規の遵守）を満たすものにも捕虜資格を認めた。
1977年の第一追加議定書ではさらに民族解放戦争等のゲリラ戦を考慮し資格の拡大をはかった。旧来の正規兵、不正規兵（条件付捕虜資格者）の区別を排除し、責任ある指揮者の下にある「すべての組織された軍隊、集団および団体」を一律に紛争当事国の軍隊とし、かつこの構成員として敵対行為に参加する者で、その者が敵の権力内に陥ったときは捕虜となることを新たに定めたのである。
なおテロリスト等は国際法上交戦者とはされず、捕虜にはなり得ない。最近では軍隊とテロリスト等が交戦する非対称戦争が注目されている。むやみに捕縛者を犯罪者扱いすれば国内外からの非難を浴びかねないこともあり人道的見地から捕虜に準じた扱いをとるケースが増えている。
交戦者資格を持たない文民は第4条約で保護されているが、積極的に戦闘行為を行い捕縛・拘束された場合は、捕虜ではなく通常の刑法犯として扱われるのが原則である。
裁判は現地部隊で行われる略式裁判（特別軍事法廷）も含まれ、しばしばその場で処刑される。
第3条約は、捕虜の抑留は原則として「捕虜収容所」（俘虜収容所）において行うことを予定している。
ジュネーヴ諸条約は次の4つの条約および二つの追加議定書から構成されている。
第1条約「戦地にある軍隊の傷者及び病者の状態の改善に関する1949年8月12日のジュネーヴ条約」。
第2条約「海上にある軍隊の傷者、病者及び難船者の状態の改善に関する1949年8月12日のジュネーヴ条約」。
第3条約「捕虜の待遇に関する1949年8月12日のジュネーヴ条約」。
第4条約「戦時における文民の保護に関する1949年8月12日のジュネーヴ条約」。
第1追加議定書「1949年8月12日のジュネーヴ諸条約の国際的な武力紛争の犠牲者の保護に関する追加議定書（議定書I）」
第2追加議定書「1949年8月12日のジュネーヴ諸条約の非国際的な武力紛争の犠牲者の保護に関する追加議定書（議定書II）」

### 捕虜の義務
捕虜は、尋問を受けた場合には、自らの氏名、階級、生年月日及び識別番号等を答えなければならない（第三条約第17条第1項）。原則としてこれ以外の自軍や自己に関する情報を伝える義務は無い。
捕虜は、抑留国の軍隊に適用される法律、規則及び命令に服さなければならない。抑留国は、その法律、規則及び命令に対する捕虜の違反行為について司法上又は懲戒上の措置を執ることができる（第三条約第82条）。
将校及びそれに相当する者の収容所又は混合収容所では、捕虜中の先任将校がその収容所の捕虜代表となる（第三条約第79条第2項）。将校が収容されている場所を除くすべての場所においては、捕虜の互選で選ばれた者が捕虜代表者となる（同条第1項）。捕虜代表は、捕虜の肉体的、精神的及び知的福祉のために貢献しなければならない（第三条約第80条第1項）。
将校を除く捕虜は、抑留国のすべての将校に対し、敬礼をし、及び自国の軍隊で適用する規則に定める敬意の表示をしなければならない（第三条約第39条第2項）。捕虜たる将校は、抑留国の上級の将校に対してのみ敬礼するものとする。ただし、収容所長に対しては、その階級のいかんを問わず、敬礼をしなければならない（同条第3項）。

### 捕虜の処遇と虐待

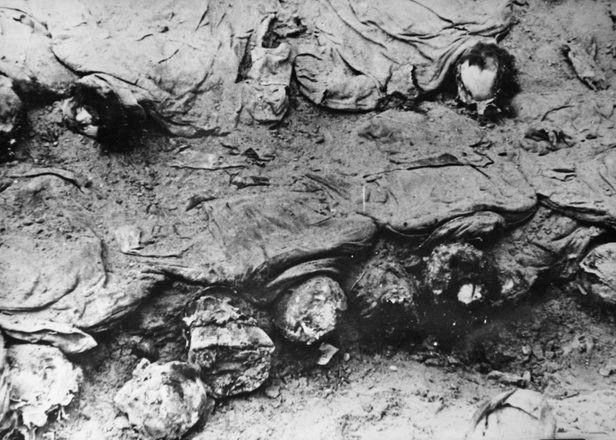
カティンの森事件の虐殺遺体

近代の国際法では、捕虜に対して危害を加えることは戦争犯罪とされるに至った。1899年のハーグ陸戦条約では、「俘虜は人道をもって取り扱うこと」（第4条）とされ、日露戦争、第一次世界大戦で日本側は捕虜の処遇は人道的見地がかなり配慮されていた。ハーグ陸戦条約で認められた労働（賃金労働）も日露戦争ではほとんどなされなかった。
しかし、その後は捕虜を虐殺する事件も決して少なくなかった。捕虜を保護し、それを知らしめることにより早期の降伏を促すことのメリットは上記で述べた通りであるが、現実には捕虜を適正に扱うにも食糧や医薬品の提供などの負担が必要であり、補給の途絶や不足が生じた場合にはその余裕がなくなる。よって捕虜の虐待は、そういった余裕の無い場合に頻発した。
第二次次世界大戦中の枢軸国側の捕虜虐待は、戦後に連合国によって戦争犯罪として裁かれ、なかには充分な審理を受けられないまま処刑された例も少なくない。それに対して、連合国側の行った捕虜虐待の大半は全く責任を問われないまま終わってしまった（ドイツ人への報復など）。更には、ソ連によるポーランド軍将校の大量虐殺を枢軸国側の捕虜殺害に転嫁した例すら存在した（カティンの森事件）。
西部戦線では、マルメディ虐殺事件などが知られている。
また捕虜には、ジュネーヴ諸条約の規定を超える情報を提供する義務は無いため、必要な情報を得るために拷問などの虐待が行われるケースがある。近年ではイラク戦争において、アメリカ軍による捕虜虐待事件（アブグレイブ刑務所における捕虜虐待）が起きている。
また、国際的な戦争においては、捕虜と管理する敵国の将兵の間に文化の違いがあるケースがあり、これにより将兵に虐待の意図がなくとも、捕虜にとっては虐待をされたと解されてしまうケースも考えられる。有名な逸話としては、第二次世界大戦中、日本の捕虜収容所で捕虜にゴボウを食べさせた結果「木の根を食べさせた」として捕虜虐待として処罰されたとする事例がある。真偽には疑問がもたれているが、NHK大河ドラマ『山河燃ゆ』でも紹介された有名な話であり、捕虜の管理における一つのリスク要因を示している。また捕虜に医療行為として灸を行ったことが虐待とされ、笹川良一は誤解を解くために奔走したと自著に記している。またイギリス軍では、ドイツ軍の捕虜の健康のために食事メニューにマーマイトを支給したが、これがあえて粗末な食事を供する虐待と誤解されたという逸話もある。

### 尋問
ナポレオン時代においては、開けた場所で周囲をフランス兵が囲み、直立する捕虜が尋問官の質問に答える様子を画家のエドゥアール・デタイユが描いている。
- 尋問への抵抗法（英語版）
- FM 2-22.3 Human Intelligence Collector Operations（英語版） - 2006年に作られたアメリカ軍の尋問マニュアル
- Enhanced interrogation techniques（英語版） ‐ アメリカ軍のブラック・サイトなどでの拷問による尋問について。

## 法律

### 条約
- 陸戦ノ法規慣例ニ關スル条約（ハーグ陸戦条約）：1899年締結、1907年改定。日本は、1911年11月6日批准、1912年1月13日に公布。
- 俘虜の待遇に関する条約：1929年7月27日締結。日本は署名のみで批准せず。
- 捕虜の待遇に関する1949年8月12日のジュネーヴ条約（第3条約）
- ジュネーヴ諸条約第一追加議定書

### 国内法
- 武力攻撃事態及び存立危機事態における捕虜等の取扱いに関する法律 - 日本

## 日本

### 敵に投降すること
例えば、日本陸軍で適用された陸軍刑法（明治41年4月10日法律第46号）では、
- 第40条 司令官其ノ尽スヘキ所ヲ尽サスシテ敵ニ降リ又ハ要塞ヲ敵ニ委シタルトキハ死刑ニ処ス
- 第41条 司令官野戦ノ時ニ在リテ隊兵ヲ率イ敵ニ降リタルトキハ其ノ尽スヘキ所ヲ尽シタル場合ト雖六月以下ノ禁錮ニ処ス
- 第77条 敵ニ奔リタル者ハ死刑又ハ無期ノ懲役又ハ禁錮ニ処ス

と定めて、濫りに投降することを制限していた。
しかしながら同時にこれは、然るべき場合においては投降することが認められていたことをも意味している。

### 日清・日露戦争

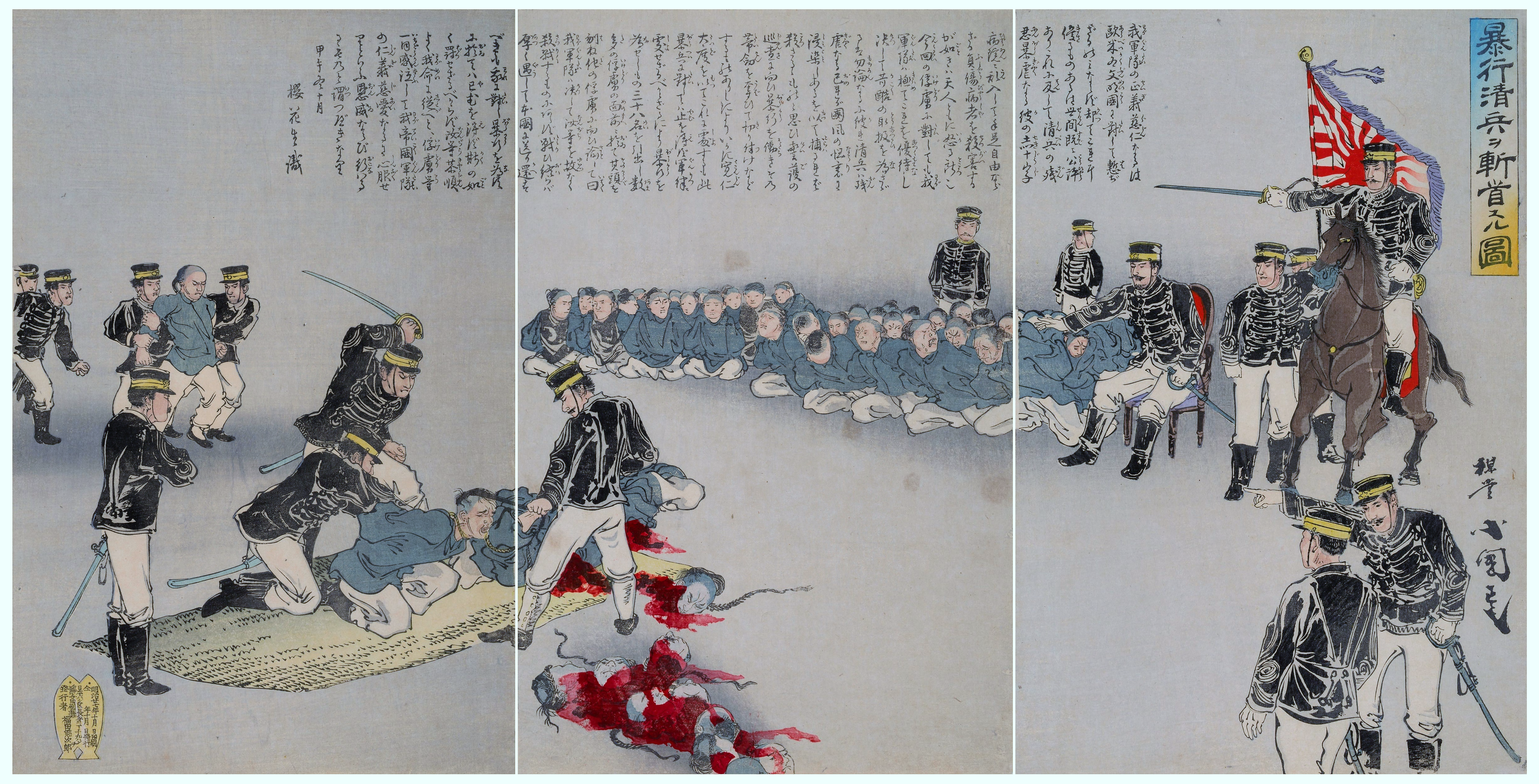
日清戦争中の捕虜殺害を描いた図

日清戦争においては、日本軍、清軍ともに捕虜の殺害は横行しており、処遇は劣悪であった。清国の捕虜となって終戦後に身柄送還によって生還した日本兵は一名だけだった。
日露戦争、第一次世界大戦などでは、欧米諸国に対し日本の国際的地位を認めさせ、所々の状況の中でそれによる利益を得る必要から、戦時国際法を遵守して捕虜を厚遇したとして一般的には知られている。ただし、欧米諸国のあまり目の向かない地域・場所、あるいは人種・民族に対する蔑視観から非白人の捕虜に対しては、必ずしも国際法を遵守したといえる捕虜の扱いはなされなかった。そのため、あくまで近代国家を目指す日本の欧米に向けたポーズでしかなかったという指摘もある。

#### 日露戦争の捕虜（ロシア側の捕獲した日本軍捕虜）
ロシア側で捕虜となった日本の将兵の処遇も後世と異なっていた。日露戦争では開戦直後の1904年2月21日に俘虜情報局が設置され、両国の俘虜の名前が交換され、官報での公表や家族への通知も行われた。旅順要塞降伏後、日本人捕虜101人（陸軍80名、海軍17名、民間人4名）が解放されたが、彼らは「旅順口生還者」と呼ばれ、冷遇されることはなかった。海軍捕虜の一人であった万田松五郎上等機関兵曹（第三次閉塞作戦で「小樽丸」に乗り込み、捕虜となる）は、解放後に上京し、連合艦隊司令長官東郷平八郎大将に面会して作戦状況の報告を行い、記念に金時計を授与されている。また、陸軍においても開戦直後の1904年2月19日、義州領事館に所在して情報収集活動をしていた韓国駐在陸軍武官・東郷辰二郎歩兵少佐はロシア騎兵部隊の包囲を受けて部下の憲兵5名（中山重雄憲兵軍曹、坪倉悌吉憲兵上等兵、古賀貞次郎憲兵上等兵、牛場春造憲兵上等兵、山下栄太郎憲兵上等兵）とともに降伏、捕虜になった。日露戦争における捕虜第1号となった東郷らはノヴゴロド近郊メドヴェージのロシア軍歩兵第199連隊駐屯地に設けられた収容所へ移され、約1800名の日本側将卒・軍属・船員達とともに俘虜生活を送った後、戦後の1906年2月14日に帰国したが、東郷は任務遂行中に捕虜になった不注意で軽謹慎30日の処分を受けたのみであり、後に少将まで進級している。なおメドヴェージからの帰国後に将校の多くが俘虜審問委員会にかけられ、そのうち輸送船金州丸に乗船していた陸軍5名と海軍3名の計8名が免本官となり、うち5名は位階勲等を返上させられている。これは航行中にロシア艦隊から包囲を受け、将校が降伏交渉のため全員でロシア艦に赴き、その間に船が攻撃を受けて下士卒多数を死亡させた責任を問われたもので、降伏行為そのものを軍法会議で裁かれるには至らなかった。

#### 日露戦争の捕虜（日本側の捕獲したロシア軍捕虜）
日露戦争で日本側の捕虜となったロシア将兵は約7万人に及び、日本各地29か所の寺院境内や軍用地などに設けられた捕虜収容所に収容された。1904年2月の開戦時には、陸軍史料によれば松山と丸亀が候補地であった。実際、1904年3月に松山（大林寺、衛戍病院、城北バラック他）、6月に丸亀（塩屋別院）に収容所が開設された。その後、姫路、福知山、名古屋、似島、浜寺、大里（門司近郊）、福岡、豊橋、山口、大津、伏見（東福寺、本圀寺、妙法院、智積院）、小倉、習志野、金沢、熊本、仙台、久留米、佐倉、高崎、鯖江、善通寺（現在の海岸寺付近）、敦賀、大阪（天下茶屋附近）と次々と開設され、樺太で開戦すると樺太戦の捕虜収容のために弘前、秋田、山形にも開設された。29の収容所のもとで、収容施設数は全国で221に及び、例えば松山では16か所に収容施設が分散していた。収容施設は、急増する捕虜に対応するため、収容能力の比較的高い寺院に限らず、軍施設（衛戍病院、練兵場の仮設バラック）、公共の建物（公会堂、県庁、開院前の病院施設）、民有建物（屋敷、私立学校）など多岐にわたった。それぞれの施設に通訳と衛兵がついた。収容施設の内外を分けるものは、既存の塀（土塀、竹垣など）であることが多く、外からのぞき見する者、密売する者もおり、捕虜の中には脱走を企てる者もいた。
1899年のハーグ陸戦条約の精神と内容に基づき、1904年日本は開戦後ただちに人道的な捕虜取り扱い規則を制定した。ついでロシアもほぼ同様な内容の捕虜取り扱い規則を制定している。日本にとっては初めての欧州の国との本格的な戦争で、日本は国際条約を順守する国であることを欧米諸国に印象づけ、戦争に必要な外債獲得を有利にしようとの意図が働き、その結果、一般的にはロシア兵捕虜は概して人道的に取り扱われたとされる。もっとも外国人記者のいなかった樺太では、外目を憚る必要がなく、近年の日露双方の資料発掘により、樺太の各所で、ときに百人を超える規模での捕虜虐殺や住民処刑が行われていたことが明らかになっている。
以下は、樺太以外で捕虜となり、日本国内に送られた一般的な事例についてのみ扱う。家族を戦場で失ったり経済状況の悪化もあり、一般市民の間では当初捕虜に対して厳しい処罰感情があった。対して収容所行政および警察は秩序を重視し、市民による捕虜に対する暴力や暴言を取り締まった。当時の捕虜収容が厚遇か冷遇かという「処遇論争」の余地が存在するが、国際法、あるいはロシア側の捕虜収容行政と比較すれば、総合的に考察して少なくとも冷遇とは言いにくい。むろん帰国した捕虜たちが本国で発行した書籍（例えば、1905年2月に早期帰国し、春以降の自由散歩制度を体験していないクプチンスキーの著作）では、収容所行政を批判する記述も少なくない。しかし、第一に、衣食住の異文化理解の壁、第二に、帰国後の本国世論への著者の社会的配慮などを差し引かなければならない。第三に捕虜の内部では、戦争継続を支持する派と、革命派あるいは反ロシア的感情をもつ者に分かれており、前者は結果的に捕虜収容行政に畢竟批判的となり、ロシア人以外の少数民族を含め後者は迎合的であったとも考えられる。逆に収容所行政の政策評価についても、公式史料や新聞史料の客観性が吟味されねばならない。
厚遇の論拠として、国際法の規定を超えた明らかな厚遇の事例が多く存在することは事実である。具体的には、将校・兵卒別に各地で遠足が執り行われている。例えば松山収容所では地元の協力により、道後温泉の入浴をはじめ、市内の学校、梅津寺・三津浜の海水浴、石手川での水浴、伊予鉄道を利用した彩浜館（郡中）・砥部焼見学等の遠足が収容所によって行われた。1905年の春に入ると、「宣誓」を行った将校には、時間と距離を限定しつつ監視なしで散歩させる自由散歩制度が各収容所で適用された。例えば松山では公会堂から半径4kmの広大な区域が自由散歩区域とされている。名古屋では自由散歩で自転車を運転していた捕虜将校が事故を起こしているほどである。芝居の見物や登楼も各所で行われた。陸軍省発行の『俘虜取扱顛末]』によると、最終的な自由散歩許可者は、松山で陸軍79名、海軍78名の計157名、他の名古屋、静岡、山口、伏見、小倉、金沢、熊本、仙台、高崎、鯖江、弘前、秋田、山形の13の収容所をあわせた14の収容所では、陸軍408名、海軍235名、文官5名の計648名であった。また一部の将校には、収容施設外に民家を借りて居住する「民家居住制度」が適用され、ガネンフェリド陸軍少将をはじめ民家に移る将校もいた（妻子との同居も許可された）。『俘虜取扱顛末』によれば民家居住制度の適用者は、松山の18名をはじめとして、伏見13名、弘前5名、名古屋2名、静岡1名の計39名である。この２つの制度は、日清戦争、第一次世界大戦、第二次世界大戦の日本収容の外国人捕虜にはほとんど適用されておらず、遠足も日露戦争と第一次世界大戦のみである。そのため、これら二つの制度の目的のいかんにかかわらず（厚遇そのものが目的か、戦術的に捕虜を分断するためのものか、あるいは収容所行政上の利点があるのか）、処遇の度合いとして考えるならば、日露戦争の捕虜将校は相対的に厚遇であったと言える歴史的根拠となる。加えて、松山収容所で開催された捕虜と市民の自転車競走会（1905年8月5日）などの企画は、厚遇の事例である。
ロシア兵捕虜といっても当時のロシア帝国の範囲は広く、ロシア人に限らず、今日のウクライナ人、ベラルーシ人、ポーランド人、フィンランド人、ドイツ人、タタール人等、諸民族が捕虜となっていた。捕虜内部で民族間対立がみられたため、収容所のなかで施設を民族別に分けることもあり、また各宗派（正教、カトリック、プロテスタント、仏教など）の宣教師・司祭・神父が曜日を決めて祈祷に訪問している。捕虜将校の多くは、ロシアの貴族であり経済的な余裕があったため、捕虜収容所内の酒保での注文、直接の注文、自由散歩時の購買により、「捕虜景気」と呼ばれる好景気が生まれる場合もあった。そのためか、奉天会戦（1905年３月）の結果、多数の捕虜が来ることが判明すると、上述の捕虜収容所以外でも岡崎、高田、和歌山、浜田等が収容所設置を願い出た。しかし浜田以外は衛戍地でないため収容所が設置されず、また浜田も交通が不便であるとして、収容所は結局設置されなかった。
兵庫県姫路市に設けられた収容所の例では約2200人の捕虜が暮らしており、捕虜には新しい衣類が支給されたほか、条件付きながら運動や市内散策も許されるなど比較的物資に恵まれる自由な環境にあった。収容されていた一軍曹は、母国への手紙に「規律もなければ、教練もなく、何もすることがない」と収容時の様子を記している。同時に一方では、日本人について「今ではあらゆる面で私たちを捕虜でなく、同等の人間に対するような態度で接してくれます。収容所でのたまにある作業の際には、（日本人の）下級労働者たちは門に入るとすぐに帽子をとります」「ものすごく腰の低い人たちです」などと記している。姫路収容所では所内で球技をする捕虜の写真が残っており、また1905年11月（講和条約発効後）に市内で観劇する写真が残されている。
静岡では捕虜将校がテニスをしている写真が残っている。また松山では松山高等女学校（現在の松山南高校）を訪問した際に捕虜がテニスをしている。
捕虜収容所の「厚遇」ぶりを日本政府は対外的に宣伝しようとしていた。民間でも国内の雑誌（『軍国画報』『軍事画報』『日露戦争実記』『日露戦争写真画報』 『風俗画報』など）でも捕虜収容所を大きくとりあげ捕虜の写真が掲載された。国内外で英語・日本語併記で捕虜収容所の写真を掲載した絵葉書や立体写真が発行されている。収容所には、中立国フランスの公使ポサリューをはじめアメリカ赤十字社のマッギー婦人（Anita Newcomb McGee）、国内外の新聞・雑誌記者、地元関係者、宗教関係者、学校の教師・生徒らが慰問に訪れている。巡業中の力士が収容所を慰問することもあった。収容所、訪問者に加えて捕虜将校たちも写真を撮影することが多く、日露戦争は写真史料を後世に大量に残すこととなった初めての戦争であった。また日露戦争後の1906年、松山収容所の収容施設（病室）の見取り図がフランスの雑誌に掲載されている。

#### ロシア兵捕虜の遺したもの

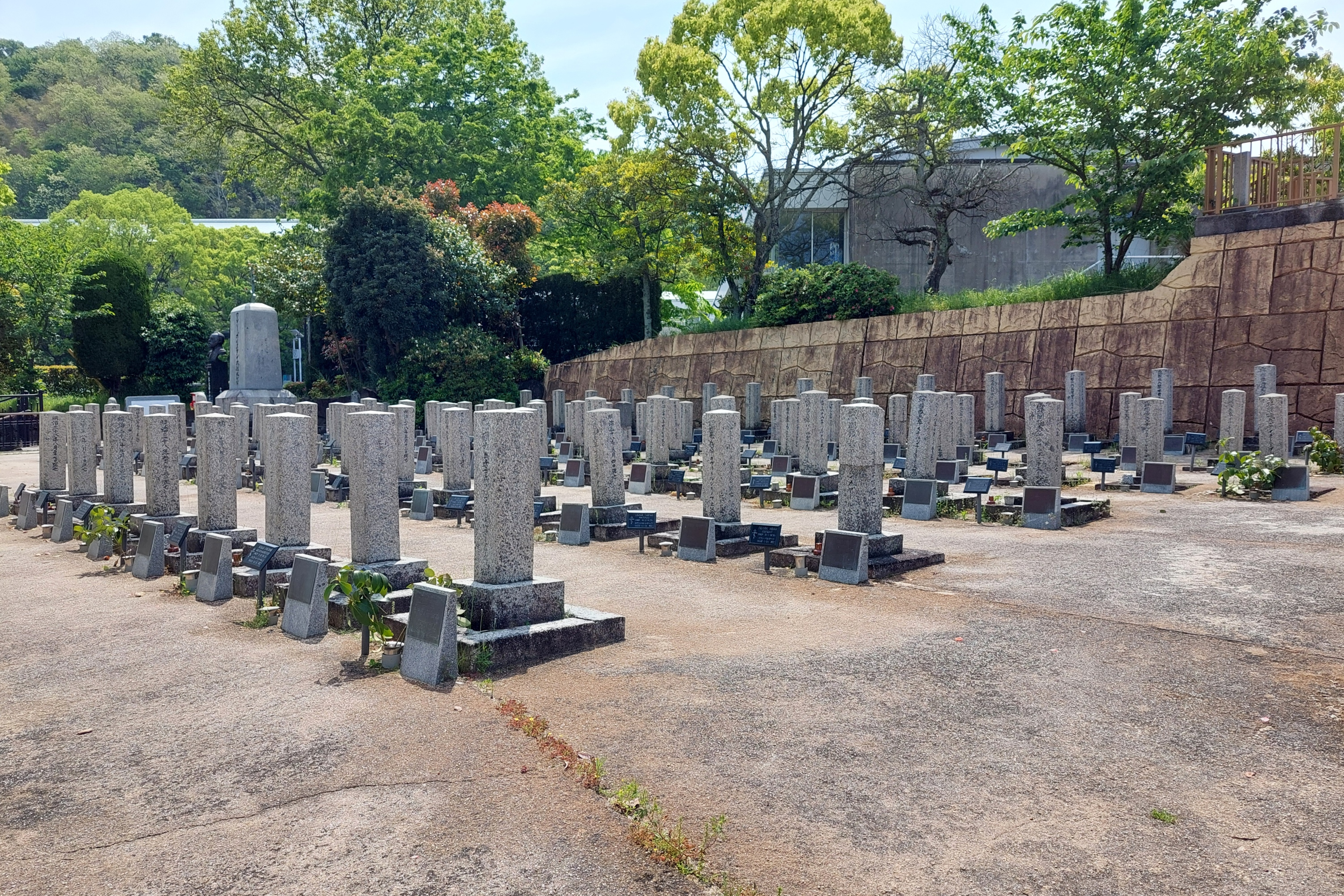
ロシア兵墓地（松山市御幸1丁目）

第一次世界大戦のドイツ兵捕虜が多くの現物史料や文化的遺産を残したのに比べて、ロシア兵捕虜の場合は収容期間が最も長い場合でも700日弱であり、捕虜の手記はロシア側で残されたとはいえ、現物史料は比較的少ない。捕虜将校が最も多かった松山でも、戦災と冷戦時の反ソ感情を経て現在に残るのは、弘願寺（収容施設）の壁の落書き（愛媛県立博物館所蔵）、長持、軍刀、スプーンとフォーク等に限られると考えられていた。加えて伏見収容所（京都）の東福寺塔頭にはバラライカをはじめ手紙、スケッチなどが残されているが、そうした例は僅かに過ぎない。
しかし近年になって、休眠史料が再発見されることがある。例えば、短期間ながら収容施設であった松山衛戍病院（現在の松山城二之丸史跡庭園）の大井戸で1985年に発掘されたロシア帝国の10ルーブル金貨に、2000年代になってからの再調査によりカタカナの人名が手彫りされていたことが判明した。それは、松山収容所の捕虜の名前と、手当をしていた看護婦の名前であった。戦場における敵・味方の関係を離れた人間同士の関係に立脚した人道的見地から、この歴史をもとに松山で演劇が2010年代に上演された。また戦場で敵・味方として遭遇しながらも生き延びるために水と外套を互いに差しだすなどして助けあい、日本軍負傷将校とロシア兵捕虜として松山に向かう同じ船で再会したことが当時の全国紙でも美談として紹介・報道されている。また日露戦争後に奉納された絵馬でもこの逸話は描かれている。敵・味方を分けるのが戦場であるならば、戦場から離れた捕虜と地元・周囲の人間は未だなお敵・味方なのか、それとも人間同士として関係を築けるのか。当時多く報道されたこれらの美談には、「戦時」において捕虜を人間として見る心理的葛藤がみられ、人道規範と戦争還元主義の2つの規範の競合がみられる。
そのほか現在に継承されているものとして、姫路のビーツ（赤かぶら）栽培、松山のハワイセリあるいはオランダガラシ、などが遺産として伝承されている。またロシアのマトリョーシカの一部の形態が、松山の姫だるまに類似しているという指摘がある。
また遺産ではないものの相関関係がある事象の研究として、B型肝炎のウィルスの分子時計による研究がある。1973年に松山で流行したGianotti病の検査の結果、ゲノタイプの中の、日本にはないとされていたD型の遺伝子型であった。主にこの遺伝子型は欧州方面に分布するにもかかわらず、D型が日本に流入したのはいつであったのか。その推論として、分子生物学的方法により、日露戦争期前後の時期にまでさかのぼることができると推定し、ロシア兵捕虜の滞在がその遠因となっているかもしれない、という医学的研究もある。

### シベリア出兵
この戦いは国家対国家の正式な戦争ではなかったこと、日本側の軍人、民間人が虐殺行為を受けることがしばしばあったこと（尼港事件）もあいまって、捕虜の厚遇などは全く見られなくなる。特にボリシェヴィキが組織した赤軍や労働者・農民からなる非正規軍、パルチザンの存在が兵士たちを困惑させ、時には虐殺行為すら生じた。これが日本軍における捕虜の処遇においての転換点となった。

### 日中戦争・第二次世界大戦初期
日中戦争やノモンハン事件では、人事不省の状況などで捕虜となった日本兵が捕虜収容所からの脱走や停戦後の捕虜交換で生還する例があったが、その一部は帰国後に自決を強要されたり懲罰的に戦死に追い込まれたりすることもあった。このため捕虜の中には身柄送還を拒否してソ連や中華民国に亡命、帰化する者もいた。そもそも投降より自決を選んだ兵士も多く、捕虜になるよりも死を選ぶようになる。
また、南京事件では民間人を便衣兵認定してから殺害する行為が問題とされた(南京事件論争)。便衣兵認定とは軍服を着用しない人間をゲリラ扱いする行為のこと。

### 太平洋戦争

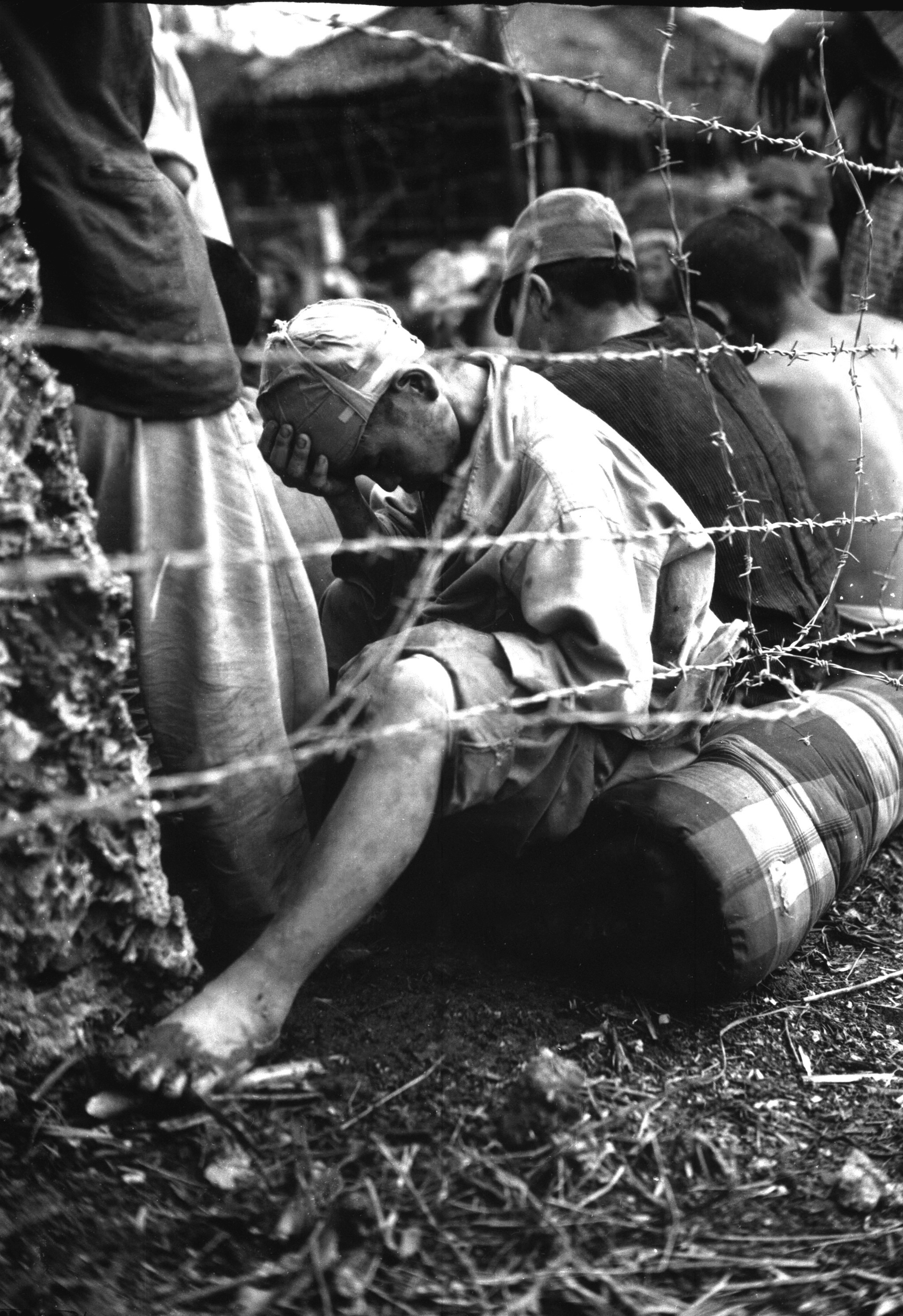
沖縄戦での日本兵捕虜

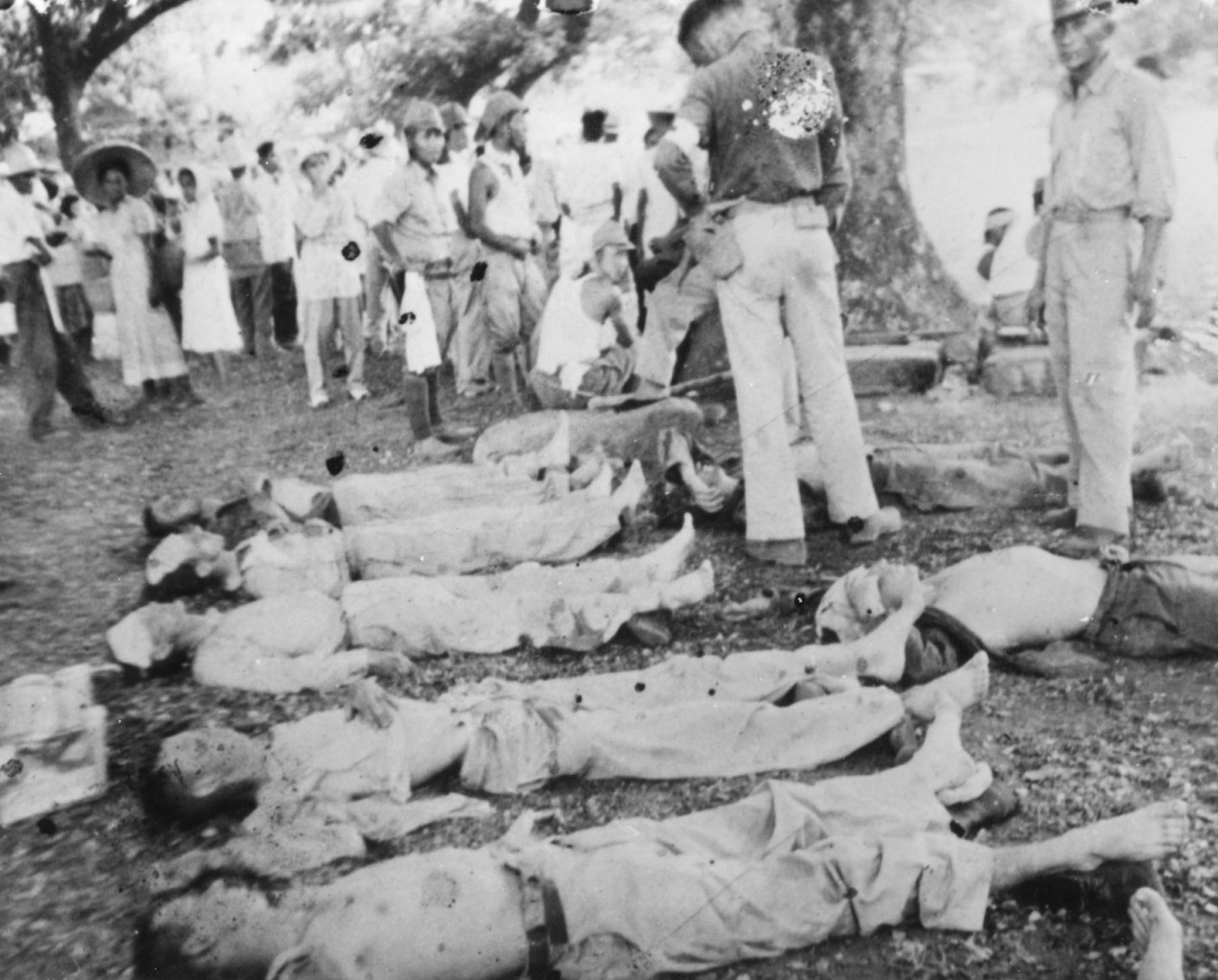
バターン死の行進で死亡したアメリカ・フィリピン兵捕虜

日本軍兵士自身の投降については戦陣訓により厳しく戒められるようになった。その原因は敢闘精神の不足と敵への情報の漏洩を恐れたことと言われる。捕虜となれば本人や家族が厳しく糾弾されるため兵士は戦死よりも捕虜になることを恐れ、しばしば自決や玉砕の動機となった。日本軍は竹永事件などきわめて少数の例外のほか組織的投降を行わず、個人の投降者も稀であった。このことは欧米と比べとても異質であるため海外から見た日本軍の印象に大きな影響をあたえている。
一方で、捕虜となった際に敵による尋問や強要を切り抜けるための教育がなされなかった上、捕虜となったことを日本軍に通知されることを極度に恐れた日本兵捕虜は、氏名や階級などを偽ったり、投降前や投降直後の態度とは一転して積極的な対敵協力者になる例が多くあった。また集団心理から恐慌状態となり、カウラ事件のように絶望的な反乱を起こした例もあった。
また、投降を認めないことにより、不利になった戦場の味方をあえて見捨てて降伏させるという決断が不可能になり、作戦の自由度を大きく削ぐという問題も生じている。キスカ島撤退作戦が「奇跡の作戦」として特筆されているが、裏を返せば他の撤収作戦は失敗していることと、救出を諦め守備兵の降伏を認めるという選択肢が当時の日本軍には無かったことをも意味している。
海軍乙事件のように、遭難した高級将校がゲリラに捕縛され、後に解放され帰還した事件で、これを敵の捕虜となったとみなすかどうかということのみが重要議題となり、機密文書を奪われたという重大事についての議論がおざなりになるという、滑稽な事態も起きている。
なお、大本営の「機密戦争日誌」や「陸支密大日記」等には捕虜による軍事機密の漏洩に触れた箇所はなく、「捕虜」「俘虜」といった言葉すらほとんど登場しない。こうした捕虜そのものが日本軍に存在しないという前提は、参謀本部の情報管理を杜撰なものにした。
連合国側は、開戦直後から日本にジュネーヴ条約の相互適用を求めた。日本は陸・海軍の反対でジュネーヴ条約を批准しておらず、調印のみ済ませていた。日本側は外務省と陸軍省などの協議の結果、ジュネーヴ条約を「準用」すると回答した。回答を受けたイギリスならびにアメリカ側は「批准」と同等と解釈した。そのため、捕虜とした連合国兵士の処遇については戦時中から連合国側から不十分と非難されていた。
太平洋戦争では、特に緒戦において連合国軍軍隊の大規模な降伏が相次ぎ、日本側は相当数の捕虜を管理することとなった。大規模な捕虜が出た戦いとしては、フィリピンの戦い（8.3万人）、蘭印作戦（8.2万人）、シンガポールの戦い（8万人）、香港の戦い（1.1万人）などがある。これら多数の捕虜の処遇について、必ずしも十分な保護が与えられず、バターン死の行進、サンダカン死の行進などの事件が生じた。その原因は捕虜への考え方の違いもさることながら、日本の予想人数を大幅に超えたことや、日本軍自身の兵站が十分ではなかったことや、劣勢のため捕虜の保護が十分ではなかったことがあげられる。また、捕虜の処遇を軽視していたため、俘虜管理部の軍での地位は低く、ジュネーヴ条約の内容について管理者に指導することもなかった。
戦後にポツダム宣言により、捕虜を不当に処遇した軍人等が連合国による東京裁判、軍事法廷で裁かれ、処刑される者が多かった。代表的な人物として、比島俘虜収容所長（1944年3月-）となった洪思翊中将などがいる。その他、憲兵にも戦犯とされた者が多かった。東京裁判は判決で、日本の捕虜になったアメリカ・イギリス連邦の兵士132,134人のうち35,756人（約27%）が死亡したと指摘している。安全な日本本土の収容所に限れば、大船収容所で死亡者は8人（0.8-1.6％）だった。
第二次世界大戦捕虜死亡率（%）
| 日本捕虜の中国人               | 約100% |
| ドイツ捕虜のロシア人           | 57.5%  |
| ユーゴスラビア捕虜のドイツ人   | 41.2%  |
| ソビエト連邦捕虜のドイツ人     | 35.8%  |
| 日本捕虜のアメリカ人           | 33.0%  |
| ドイツ捕虜のアメリカ人         | 1.19%  |
| 西ヨーロッパ諸国捕虜のドイツ人 | 32.9%  |
| 日本捕虜のイギリス人           | 24.8%  |
| チェコスロバキア捕虜のドイツ人 | 5.0%   |
| ドイツ捕虜のイギリス人         | 3.5%   |
| フランス捕虜のドイツ人         | 2.58%  |
| アメリカ捕虜のドイツ人         | 0.15%  |
| イギリス捕虜のドイツ人         | 0.03%  |

太平洋戦争で捕虜となった連合国将官としては、アメリカ陸軍のジョナサン・ウェインライト中将、エドワード・P・キング少将、ウィリアム・シャープ少将（いずれもフィリピンの戦い）、イギリス陸軍のアーサー・パーシバル中将（シンガポールの戦い）、クリストファー・マルトビイ少将（香港の戦い）、オランダ陸軍のハイン・テル・ポールテン中将、ペスマン少将（いずれも蘭印作戦）などがいる。
1945年（昭和20年）9月2日に調印された降伏文書では「下名ハ茲ニ日本帝国政府及日本帝国大本営ニ対シ現ニ日本国ノ支配下ニ在ル一切ノ連合国俘虜及被抑留者ヲ直ニ解放スルコト並ニ其ノ保護、手当、給養及指示セラレタル場所ヘノ即時輸送ノ為ノ措置ヲ執ルコトヲ命ズ」とあり、俘虜の取り扱いは日本と連合国との間で重要な事項とされた。そのため、1945年（昭和20年）12月1日に発足した第一復員省にも大臣官房俘虜調査部（初代部長は坪島文雄中将）が置かれた。
第二次世界大戦主要国別捕虜数
| ドイツ         | 9,451,000人 |
| フランス       | 5,893,000人 |
| イタリア       | 4,906,000人 |
| イギリス       | 1,811,000人 |
| ポーランド     | 780,000人   |
| ユーゴスラビア | 682,000人   |
| ベルギー       | 590,000人   |
| フランス植民地 | 525,000人   |
| オーストラリア | 480,000人   |
| アメリカ合衆国 | 477,000人   |
| オランダ       | 289,000人   |
| ソビエト連邦   | 215,000人   |
| 日本           | 40,000人    |

内海愛子・笹本妙子を中心とするPOW（Prisoner of War＝戦争捕虜）研究会によれば、太平洋戦争中、連合国将兵約14万が日本軍によって捕虜とされた。国籍はイギリス、アメリカ、オランダ、オーストラリア、カナダ、ニュージーランド、英領インドなど。占領地に捕虜収容所が造られ、捕虜は日本軍が使用する鉄道、道路、飛行場などの建設作業に従事させられた。また労働力不足を補う要員として捕虜3万5000超が日本に連行された。日本各地に捕虜収容所が約130造られ、捕虜は炭鉱、造船所、工場その他で働かされた。病気、飢え、暴力などのために死亡した捕虜は約1割で、戦後、収容所関係者はBC級戦犯に問われた。

### 第二次世界大戦後
日本国憲法第9条は自衛権を放棄していないという日本国政府見解はあったものの、人道に関する国際条約（いわゆるジュネーヴ4条約）の国内法制については、有事法制研究においても所管省庁が明確でない法令（第3分類）とされており、自衛隊法第76条の規定により防衛出動を命ぜられた自衛隊による捕虜の取り扱い等を具体的に定める法制は未制定であった（自衛官の身分証明書にも、アメリカ軍のIDカードにあるような「ジュネーブ条約上の身分証明書」（Geneva Conventions Identification Card）の文言はない）。
この変則的な状態を解消するため、2004年（平成16年）に行われた一連の事態対処関連法制の整備に際して、国際人道法の的確な実施のための法制として、「武力攻撃事態及び存立危機事態における捕虜等の取扱いに関する法律」（平成16年6月18日法律第117号）（以下「捕虜取扱い法」という。）が制定された。捕虜取扱い法は、その第1条で「この法律は、武力攻撃事態又は存立危機事態における捕虜等の拘束、抑留その他の取扱いに関し必要な事項を定めることにより、武力攻撃又は存立危機事態を排除するために必要な自衛隊の行動が円滑かつ効果的に実施されるようにするとともに、武力攻撃事態及び存立危機事態において捕虜の待遇に関する千九百四十九年八月十二日のジュネーヴ条約（以下「第三条約」という。）その他の捕虜等の取扱いに係る国際人道法の的確な実施を確保することを目的とする。」と謳っている。
その主な内容は、捕虜等の人道的な待遇の確保、捕虜等の生命、身体健康および名誉に対する侵害または危難から常に保護すること、その他捕虜等の取り扱いに係る国の責務を定めた「総則」、捕虜等の拘束、抑留資格の確認等に関する手続、権限等を規定した「拘束及び抑留資格認定の手続」、「捕虜収容所における抑留及び待遇」、捕虜等の抑留資格認定および抑留中の懲戒処分に対する不服申立ての審理手続等を規定する「審査請求」、捕虜等の送還等について規定する「抑留の終了」、および捕虜等の拘束および抑留業務の目的達成に必要な範囲での自衛官による武器の使用の規定、捕虜等が逃走した場合の再拘束の権限ならびにそのために必要な調査等に関する規定を設けた「補則」等からなっている。
また捕虜取扱い法の附則により自衛隊法が改正され、捕虜取扱い法の規定による捕虜等の抑留および送還その他の事務を行う自衛隊の機関として、（武力攻撃事態または存立危機事態に際して）臨時に捕虜収容所を設置することができるようになった（自衛隊法第24条第4項、第29条の2第1項）。
この捕虜収容所の所長は、第三条約の規定を踏まえ幹部自衛官が任じられる（第三条約第39条第1項、自衛隊法第29条の2第2項）。

## 捕虜を題材にした作品

### 映画
- 『戦場にかける橋』、デヴィッド・リーン監督、イギリス映画、1957年、第二次世界大戦中の日本軍の俘虜収容所が舞台
- 『大脱走』、ジョン・スタージェス監督、アメリカ映画、1963年、第二次世界大戦中のドイツ軍捕虜収容所が舞台で、その収容所から脱走する英国、米国士官たちが主役
- 『マッケンジー脱出作戦』、ラモント・ジョンソン監督、アメリカ映画、1970年、第二次世界大戦中のスコットランドの捕虜収容所から脱走を図る、ドイツ軍捕虜を事実に基づき描いた作品
- 『バルトの楽園』、日本映画、2006年、第一次世界大戦中の徳島県にあったドイツ軍捕虜の板東俘虜収容所が舞台
- 『ソローキンの見た桜』、日本映画、2020年、日露戦争の松山俘虜収容所が舞台。

### 文学
- ローラ・ヒレンブランド（英語版）『不屈の男 アンブロークン』KADOKAWA、2016年 - 日本の捕虜となったルイス・ザンペリーニの伝記。のち、映画『不屈の男　アンブロークン』となった。ルイス・ザンペリーニが東京俘慮収容所本所[49](大森捕虜収容所)、東京俘慮収容所第四分所(直江津捕虜収容所[50])で渡邊 睦裕（伍長あとで軍曹となる）から捕虜虐待を受けた体験を題材とした映画。
- 大岡昇平『俘虜記』 - 大岡自身がフィリピンでアメリカ軍の捕虜となり、捕虜収容所で生活した体験を元にした連作小説。

## その他
- 2014年、国際連合が発表した報告書によれば、朝鮮戦争休戦後も5万人以上の韓国兵捕虜が北朝鮮国内に取り残され、50年を超えてもなお500人前後が存命中だとしている[51]。
- 2022年のウクライナ侵攻では、ウクライナはロシア人捕虜の映像の公開などを行なったが、ヒューマン・ライツ・ウォッチなどはジュネーブ条約違反（公衆の好奇心からの保護義務違反）だと指摘した[52]。